# Ohrberg (Naturschutzgebiet)
Das Naturschutzgebiet Ohrberg liegt auf dem Gebiet der Gemeinde Vogtsburg im Kaiserstuhl in Baden-Württemberg.

## Kenndaten
Das Gebiet wurde durch Verordnung des Regierungspräsidiums Freiburg vom 16. Dezember 1976 als Naturschutzgebiet unter der Schutzgebietsnummer 3096 ausgewiesen. Diese Verordnung trat am 30. Dezember 1976 durch ihre Veröffentlichung im Gesetzblatt für Baden-Württemberg in Kraft. Der CDDA-Code lautet 82280  und entspricht der WDPA-ID.

## Lage
Das Schutzgebiet liegt östlich dem Vogtsburger Weiler Schelingen direkt an der Kreisstraße K 4976. In unmittelbarer Nähe liegen die Naturschutzgebiete 3104-Scheibenbuck-Bluttenbuck und 3169-Haselschacher Buck. Es gehört vollständig sowohl zum FFH-Gebiet Nr. 7911-341 Kaiserstuhl als auch zum gleichnamigen Vogelschutzgebiet Nr. 7912-442 Kaiserstuhl und auch zum Naturpark Südschwarzwald. Es liegt im Naturraum 203-Kaiserstuhl innerhalb der naturräumlichen Haupteinheit 20-Südliches Oberrheintiefland.

## Schutzzweck
Wesentlicher Schutzzweck ist laut Schutzgebietsverordnung die Erhaltung des Ohrbergs, insbesondere seiner Südwest-, Süd- und Südosthänge mit ihren als Studien- und Forschungsobjekt international bedeutsamen geologischen Aufschlüssen und ihren artenreichen Gesellschaften seltener zum Teil vom Aussterben bedrohter Pflanzen- und Tierarten.